# Rotje

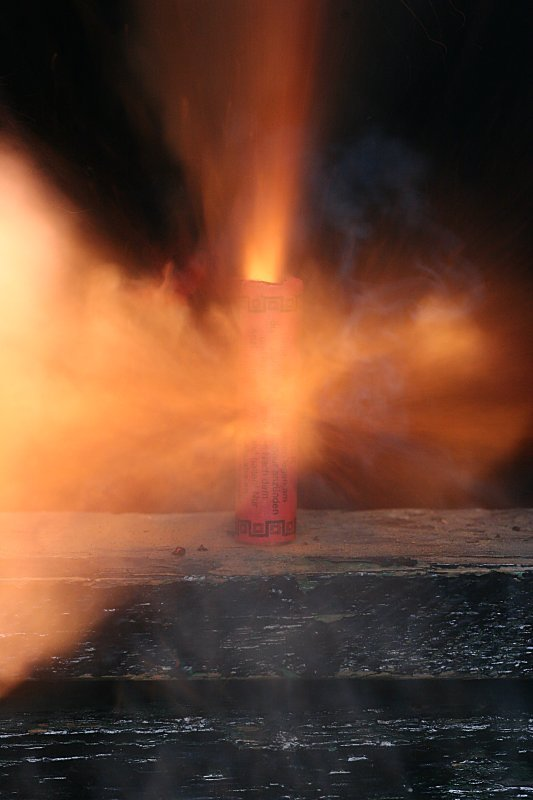
Ontploffend rotje

Een rotje (ook wel bombel, cracker, firecracker, kanonslag of knaller(tje) genoemd) is een klein, cilindervormig stuk vuurwerk dat buskruit bevat en is ontworpen om een knal te produceren bij ontbranding. Rotjes worden ontstoken door het uiteinde van de lont in open vuur te houden. De lont gaat hierdoor branden, tot het vuur het buskruit bereikt dat in het rotje zit. De snelle ontbranding van het kruit ontstaan een aantal gassen die zorgen voor een grote hoeveelheid druk, waardoor er een explosie ontstaat. De explosie zorgt voor een abrupte luchtverplaatsing met een schokgolf, te horen als een knal.
Rotjes vallen onder de noemer knalvuurwerk en horen volgens de Europese Pyrorichtlijn binnen categorie F2. Vanaf 2020 is knalvuurwerk verboden in Nederland.

## Geschiedenis
Vuurwerk werd uitgevonden door de Chinezen in de zevende eeuw en is rond de zestiende eeuw in Europa gekomen. Onder de vele soorten was ook knalvuurwerk, zoals "Klappers". In 1871 werd door Jan ter Gouw een wreed en gevaarlijk Amsterdams kwajongensspel beschreven waarin een "rot" (Amsterdams voor "rat") ingepakt werd in brandbaar materiaal, aangestoken en losgelaten werd, totdat hij door angstige en boze vrouwen in de gracht gejaagd werd. Dit gebruik was vermoedelijk de aanleiding om een klein soort knalvuurwerk "rotje" te noemen; dat gebeurde zeker al in 1895.

## Soorten

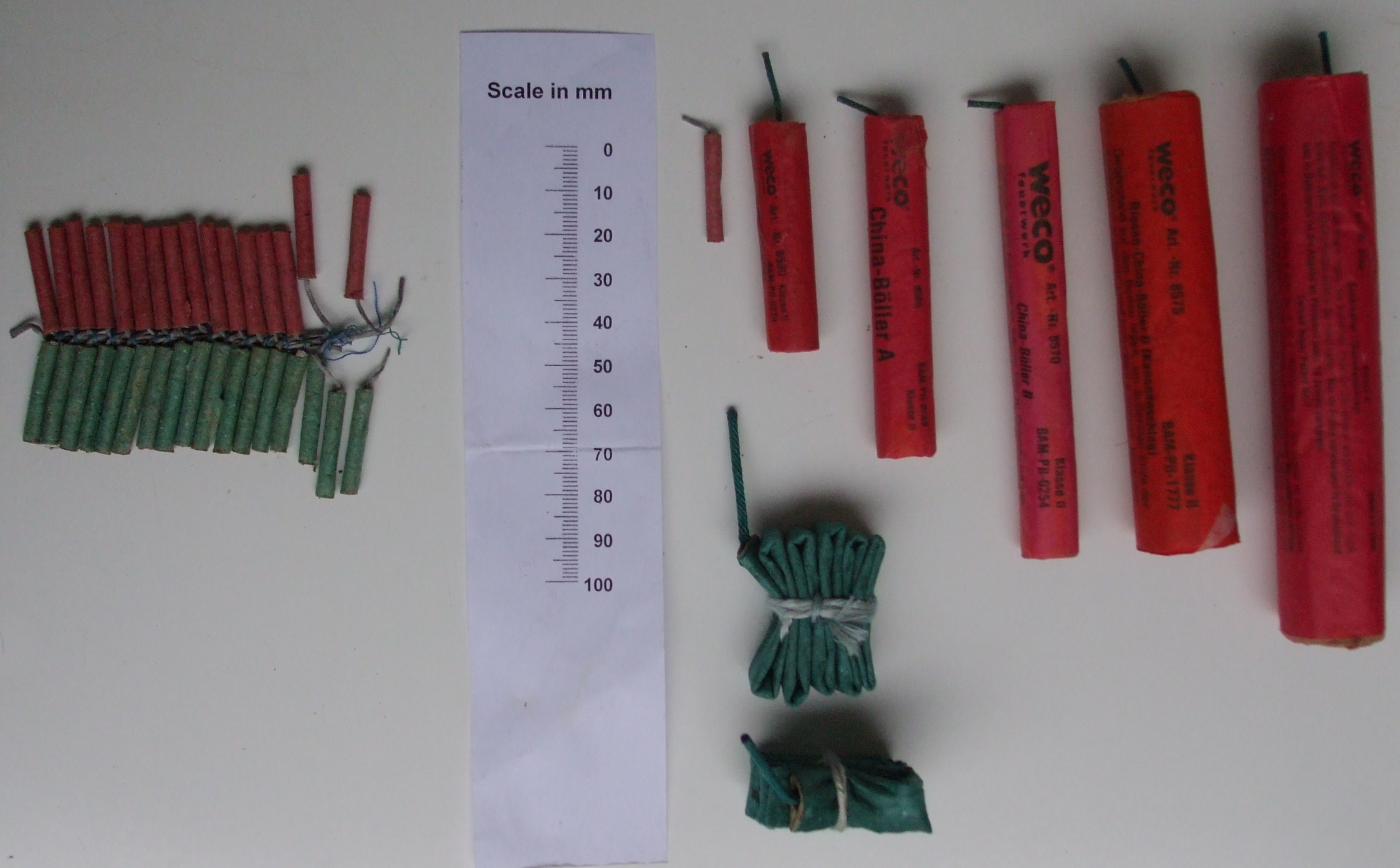
Duitse rotjes in verschillende maten, 2009

Er zijn verschillende soorten rotjes:
- Kanonslagen
- Rotjes
- Matten of klappers
- Crackers

Kanonslagen zijn de meest gebruikte rotjes in Nederland. Ze zijn ongeveer 6,4 centimeter lang en 1,3 centimeter breed. Bekende soorten "kanonslag" zijn de 'astronaut', de 'shising', TNT en Wolff cracker. Een Crackling Ball of cracker (ook wel: knetterbal) is een rond, plastic balletje met daarin kruit en cracklings. Als het wordt aangestoken ontbrandt deze met cracklingeffect. Deze knallen produceren een geluid van tegen de 100 dB. Een crackling ball behoort - net als andere rotjes - tot Categorie 1 vuurwerk en mag sinds eind oktober 2014 het hele jaar door worden afgestoken en verkocht in Nederland.